# Brigata meccanizzata "Aosta"
La Brigata meccanizzata "Aosta" è una grande unità dell'Esercito Italiano alle dirette dipendenze del Comando Forze Operative Sud, ed è stanziata con i suoi reparti in Sicilia.

## Storia

### Origini
Trae origini dal più antico reggimento italiano, l'Aosta, costituito nel 1690. Già nel 1718 combatté a Messina contro gli spagnoli, quando i Savoia erano re di Sicilia.

### Costituzione
La Brigata fu costituita nell'ottobre 1831 con due reggimenti (1º e 2º Fanteria rinominati nel 1839 in 5º e 6º), fu utilizzata nelle tre guerre d'indipendenza oltre che per la repressione del brigantaggio. Nel 1871, come tutte le brigate, è stata sciolta e ricreata di nuovo nel 1881, sempre con i reggimenti 5º, con sede a Girgenti e 6º Fanteria (Palermo).

### Nella prima guerra mondiale
Prese parte alla prima guerra mondiale con alle dipendenze il 5° e il 6º reggimento fanteria. Nel 1916 è sul fronte dell'Isonzo e in novembre è sul Carso, alle dipendenze della 24ª divisione. Dopo la disfatta di Caporetto, al comando del generale Roberto Bencivenga si distinse nella difesa del Col della Beretta (novembre 1917), nel corso della battaglia del Solstizio (15-24 giugno 1918), e nuovamente sul Monte Grappa (ottobre 1918), e nella battaglia di Vittorio Veneto (24 ottobre-4 novembre 1918). La brigata ebbe in quel conflitto 939 morti, 4.844 feriti e 1.752 dispersi, e ottenne due medaglie d'oro al valor militare alla bandiera.

### Da Aosta a Vespri
L'11 marzo 1926 con la nuova organizzazione del Regio Esercito, che prevedeva brigate con tre reggimenti, si è aggiunto alla brigata anche l'85º Reggimento addestramento volontari "Verona" e ridenominata 28ª Brigata di fanteria. Assieme al 22º Reggimento artiglieria è integrata dentro la 28ª Divisione di fanteria territoriale a Palermo.
Nel 1934 avendo cambiato nome in 28ª Divisione di fanteria "Vespri", cambiando di conseguenza anche nome alla brigata dipendente, che diviene 28ª Brigata di fanteria "Vespri".

### Nella seconda guerra mondiale
Nel 1939 il nome è stato cambiato in 28ª Divisione fanteria "Aosta" con alle dipendenze il 5º e 6º Reggimento fanteria e il 22º d'Artiglieria, con guarnigione in Sicilia.
Dal 1941 dipende dal XII corpo d'armata della 6ª Armata e schierata nella Sicilia occidentale.
Con lo sbarco Alleato in Sicilia nel luglio 1943 le unità della divisione, al comando del generale Giuseppe Romano, furono gravemente provate dai combattimenti, e combatterono i primi di agosto nella battaglia di Troina. Quindi si ritirano a Trento, dove vengono sciolte con l'armistizio dell'8 settembre 1943.
Nel settembre del 1944, nell'Esercito cobelligerante italiano vengono formate la 3ª e 4ª Brigata sicurezza interna, dando vita il 14 ottobre alla Divisione per la sicurezza interna "Aosta".

### Nell'Esercito Italiano
Il 15 agosto 1946 la Divisione sicurezza interna "Aosta" venne riorganizzata nuovamente nella Brigata di fanteria "Aosta". Con l'espansione dell'Esercito Italiano all'inizio della guerra fredda, la brigata venne riconfigurata il 1º febbraio 1948 nella Divisione fanteria "Aosta", alle dipendenze dell'XI Comiliter con la seguente configurazione organica:
- 5º Reggimento fanteria "Aosta" (Messina)
  - I Battaglione fanteria
  - II Battaglione fanteria
- 6º Reggimento fanteria "Aosta" (Palermo)
  - III Battaglione fanteria
  - IV Battaglione fanteria
- 45º Reggimento fanteria "Reggio" (Catania)
  - I Battaglione fanteria
  - II Battaglione fanteria
- 22º Reggimento artiglieria campale (Palermo)
  - I Gruppo artiglieria
  - II Gruppo artiglieria
- 24º Reggimento artiglieria campale (Messina)
  - I Gruppo artiglieria
  - II Gruppo artiglieria
- XI Battaglione genio
- 11ª Compagnia trasmissioni

#### Brigata di fanteria
Il 26 febbraio 1961 a Messina, in seguito ad una revisione dottrinale, l'unità venne nuovamente riconfigurata in brigata di fanteria con la denominazione di Brigata di fanteria "Aosta" assumendo alle proprie dipendenze un battaglione carri, il ricostituito LXII battaglione corazzato, il Gruppo artiglieria "Aosta" e i vari reparti di supporto di brigata, assumendo la seguente articolazione:
- 5º Reggimento fanteria "Aosta"
- LXII battaglione corazzato
- Gruppo Artiglieria da campagna "Aosta"
- Gruppo artiglieria controaerei leggera "Aosta" equipaggiato con cannoni antiaerei M1 da 40/56
- Sezione Aerei Leggeri "Aosta" equipaggiata con aerei leggeri L-21A
- Compagnia Genio Pionieri "Aosta"
- Compagnia Trasmissioni "Aosta"
- Comando Unità Servizi

Alla vigilia della ristrutturazione dell'Esercito Italiano del 1975 l'articolazione della brigata era la seguente:
- 5º Reggimento fanteria "Aosta"
- LXII Battaglione corazzato equipaggiato con carri armati medi M47 Patton e veicoli trasporto truppe M 113
- Gruppo Artiglieria da campagna "Aosta" equipaggiato con obici M 114 da 155/23
- Gruppo Artiglieria Controaerei Leggera "Aosta" (quadro)
- Sezione Aerei Leggeri "Aosta" equipaggiata con aerei leggeri L-21B
- Compagnia Genio Pionieri "Aosta"
- Compagnia Trasmissioni "Aosta"
- Battaglione Servizi "Aosta"

#### Brigata motorizzata
Con la nuova trasformazione dell'Esercito Italiano del 1975 assume configurazione di brigata motorizzata con la denominazione di Brigata motorizzata "Aosta" con la seguente articolazione:
- Reparto Comando e Trasmissioni "Aosta" (Messina)
- 5º battaglione fanteria motorizzata "Col della Berretta" (Messina)
- 62º battaglione fanteria motorizzata "Sicilia" (Catania)
- 141º battaglione fanteria motorizzata "Catanzaro" (Palermo)
- 46º Battaglione fanteria Addestramento Reclute "Reggio" (Palermo)
- 62º Battaglione corazzato "M.O. Jero" (Catania)
- Compagnia controcarri "Aosta" (Messina)
- 24º Gruppo artiglieria da campagna "Peloritani" (Messina)
- 60º Battaglione fanteria "Col di Lana" (Trapani)
- Compagnia Genio Guastatori "Aosta" (Siracusa)
- Battaglione Logistico "Aosta" (Messina).

Successivamente la brigata ha perso il 46º battaglione fanteria Addestramento Reclute "Reggio" di stanza a Palermo, passato alle dipendenze della Regione Militare "Sicilia".

#### Brigata meccanizzata

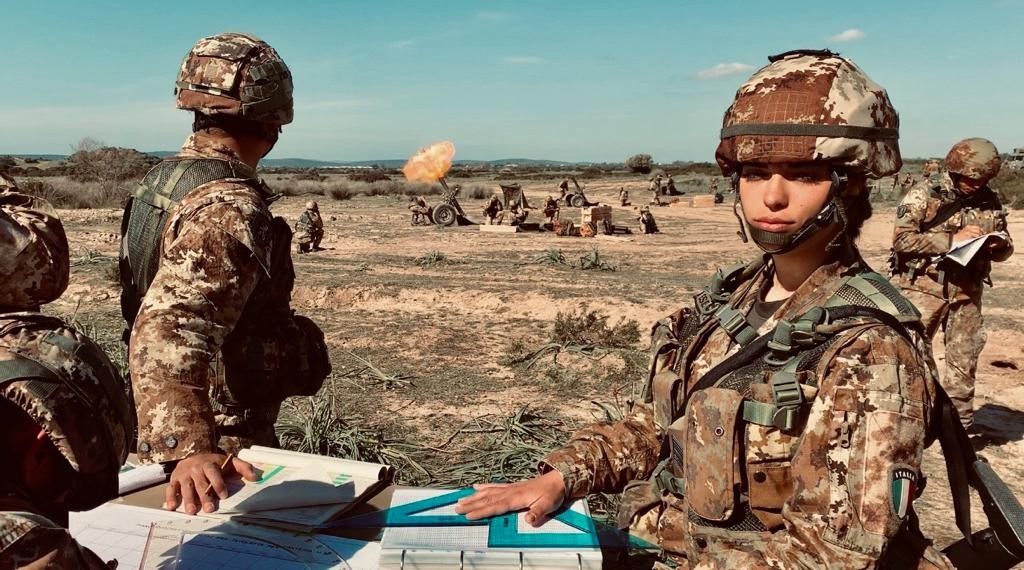
Gruppo mortai della brigata

Nel 1992 cambia configurazione da brigata motorizzata a brigata meccanizzata con la denominazione di Brigata meccanizzata "Aosta". Nel 1998 lascia la dipendenza dal Comando Militare Esercito "Sicilia" per passare al COMFOTER, nel 2016 al Comando Divisione "Acqui" e nel gennaio 2022 alle dirette dipendenze del COMFOP SUD.
Questa l'articolazione:
- Reparto comando e trasmissioni - dal 1993 Reparto comando e supporti tattici (Messina)
- 6º Gruppo Squadroni Carri “Lancieri di Aosta” - dal 1993 Reggimento cavalleria "Lancieri di Aosta" (6°) (Palermo)
- 12º Reggimento bersaglieri - dal 2005 6º Reggimento bersaglieri (Trapani)
- 5º Rgt Fanteria "Aosta" (Messina)
- 62º Reggimento fanteria corazzata "Sicilia" - dal 1997 62º Reggimento carri - dal 2001 62º Reggimento fanteria "Sicilia" (Catania)
- 24º Reggimento artiglieria da campagna semovente "Peloritani" - dal 2000 24º Reggimento artiglieria terrestre "Peloritani" (Messina)
- 4º Reggimento Genio Pionieri" - dal 2000 4º Rgt Genio guastatori (Palermo)
- Reggimento logistico "Aosta" il 1º giugno 2015 entra negli organici il neo costituito reggimento logistico con sede a Palermo.[2]

## I Comandanti
Brigata di fanteria "Aosta" (1831-71)
1. Magg. Gen. Ippolito Gerbaix de Sonnaz
2. Magg. Gen. Giovanni Pagliacciù della Planargia
3. Magg. Gen. Flaminio della Chiesa d'Isasca
4. Magg. Gen. Carlo Bataillard
5. Magg. Gen. Claudio Seyssel d'Aix e Sommariva
6. Magg. Gen. Alessandro Lovera di Maria
7. Magg. Gen. Giorgio Ansaldi
8. Magg. Gen. Manfredo Fanti
9. Magg. Gen. Alessandro Danesi
10. Magg. Gen. Enrico Cerale
11. Magg. Gen. Raffaele Cadorna
12. Magg. Gen. Cesare Ricotti Magnani
13. Magg. Gen. Giacomo Garavelli
14. Magg. Gen. Alessandro Isensmüd de Milbitz
15. Magg. Gen. Paolo Franzini Tibaldeo
16. Magg. Gen. G. Battista Dall'Aglio
17. Magg. Gen. Camillo Lombardini

Brigata di Fanteria "Aosta" (1881-1926)
1. Magg. Gen. Lodovico Racagni
2. Magg. Gen. Stanislao Mocenni
3. Magg. Gen. Teonesto Manacorda
4. Magg. Gen. Luigi Bisesti
5. Magg. Gen. Federico Cocito
6. Magg. Gen. Lamberto Bolognesi
7. Magg. Gen. Pietro Gabutti
8. Magg. Gen. Luigi Rainaldi di Treia
9. Magg. Gen. Antonio Giardina
10. Magg. Gen. Giovanni Ghersi
11. Brig. Gen. Perugino Bartoli
12. Brig. Gen. Paolo Cornaro
13. Brig. Gen. Roberto Bencivenga
14. Gen. B. Angelo Gilardi
15. Gen. B. Nestore Pasolis

28ª Brigata di fanteria (1926-34)
1. Gen. Brig. Mario Tonelli
2. Gen. Brig. Riccardo Ronchetti
3. Gen. Brig. Achille Misurale
4. Gen. Brig. Francesco Giordano
5. Gen. Brig. Salvino Gritti
6. Gen. Brig. Nino Villa Santa
7. Gen. Brig. Gabriele Tumino

28ª Brigata di fanteria "Vespri" (1935-39)
1. Gen. Div. Carlo Tironi
2. Gen. Div. Salvatore Pagano
3. Gen. Div. Mario Arisio
4. Gen. Brig. Gabriele Tumino
5. Gen. Brig. Guido Farinetti
6. Gen. Brig. Giovanni Esposito

28ª Divisione di fanteria "Aosta" (1939-43)
1. Gen. Div. Mario Arisio
2. Gen. Div. Pietro Maletti
3. Gen. Brig. Federico D'Arle
4. Gen. Div. Luigi Manzi
5. Gen. Div. Giuseppe Romano

28ª Divisione di sicurezza interna "Aosta" (1944-46)
1. Gen. Brig. Giuseppe Castellano
2. Gen. Brig. Silvio Brisotto
3. Gen. Div. Giulio Vanden Heuvet
4. Gen. Div. Lazzaro Maurizio De Castiglioni

Brigata di Fanteria "Aosta" (1946-47)
1. Gen. Brig. Mario Vece

Divisione di fanteria "Aosta" (1948-61)
1. Gen. Div. Francesco Sclavofanti dell'Aosta
2. Gen. Div. Cesare Lovera di Maria
3. Gen. Div. Valentino Babini
4. Gen. Div. Aldo Gandin
5. Gen. Div. Giovanni Cassino
6. Gen. Div. Umberto Broccoli
7. Gen. Div. Lodovico Malavasi
8. Gen. Div. Gino Bernardini
9. Gen. Div. Guido Chiavarino
10. Gen. Div. Giuseppe Cittadini
11. Gen. Div. Giuseppe Massaioli
12. Gen. Div. Amleto Pesce
13. Gen. Brig. Agostino Uberti (int.)
14. Gen. Div. Salvatore Mancuso

Brigata di fanteria "Aosta" (1961-75)
1. Gen. Brig. Paolo Iraci, Gen. B. Vito Ventura
2. Gen. Brig. Camillo Cacciò
3. Gen. Brig. Augusto Arias
4. Gen. Brig. Agostino Spano
5. Gen. Brig. Guido Bermone
6. Gen. Brig. Raffaele Cristaldi
7. Gen. Brig. Giovanni Gallo
8. Gen. Brig. Adriano Salvadori
9. Gen. Brig. Antonio Papadia

Brigata motorizzata "Aosta" (1975-92)
1. Gen. Brig. Vito Mazzuca
2. Gen. Brig. Francesco De Vita
3. Gen. Brig. Pietro Broso
4. Gen. Brig. Lorenzo Mazzola
5. Gen. Brig. Renato Stara
6. Gen. Brig. Giorgio Strozzi
7. Gen. Brig. Giampaolo Giannetti
8. Gen. Brig. Paolo Scaramucci
9. Gen. Brig. Alberto Zignani (1987-1989)
10. Gen. Brig. Amedeo Sturchio
11. Gen. Brig. Costanzo Peter

Brigata meccanizzata "Aosta" (1992-)
1. Gen. Brig. Roberto Speciale (1992-1993)
2. Gen. Brig. Antonio Lombardo
3. Gen. Brig. Gaetano Cigna
4. Gen. Brig. Antonio Guida
5. Brig. Gen. Giacomo Guarnera
6. Brig. Gen. Giuseppe Di Donato
7. Brig. Gen. Adriano Santini (settembre 2001-ottobre 2002)
8. Brig. Gen. Sandro Santroni
9. Brig. Gen. Salvatore Altomare
10. Gen. Brig. Riccardo Marchiò (ottobre 2004-settembre 2005)
11. Gen. Brig. Vincenzo Santo
12. Gen. Brig. Nicolò Falsaperna
13. Gen. Brig. Roberto Perretti
14. Gen. Brig. Luigi Vinaccia
15. Gen. Brig. Gualtiero De Cicco (ottobre 2010-maggio 2012)
16. Gen. Brig. Michele Pellegrino (maggio 2012-maggio 2014)
17. Gen. Brig. Marco Tuzzolino (maggio 2014-maggio 2015)
18. Gen. Brig. Mauro D'Ubaldi (maggio 2015-ottobre 2016)
19. Gen. Brig. Roberto Angius (ottobre 2016-settembre 2017)
20. Gen. Brig. Marco Buscemi (settembre 2017-ottobre 2018)
21. Gen. Brig. Bruno Pisciotta (ottobre 2018-settembre 2020)
22. Gen. Brig. Giuseppe Bertoncello (settembre 2020- febbraio 2023)
23. Gen. Brig. Maurizio Taffuri (febbraio 2023-novembre 2024)
24. Gen. Brig. Pasquale Spano' (novembre 2024 - in carica)

## Campagne di guerra
- Guerra della Lega di Augusta

1690: Battaglia di Staffarda
- Guerra di successione di Spagna

1706: Assedio di Torino
- Guerra di successione di Polonia
- Guerra di successione d'Austria

1742-1748
- Guerra delle Alpi

1792-1796
- Prima guerra d'indipendenza

1848: battaglia di Santa Lucia, battaglia di Pastrengo, battaglia di Goito, battaglia del ponte di Goito
- Seconda guerra d'indipendenza

battaglia di Solferino e San Martino
- Centro-meridione

1860-61:Spedizione dei Mille
1861-70 Brigantaggio
- Terza guerra d'indipendenza

1866 Custoza
- Eritrea

1895-97
- Guerra italo-libica

1911-12
- Prima guerra mondiale

Col della Beretta
battaglia del Solstizio
Monte Grappa
- Seconda guerra mondiale

battaglia di Troina

## Soccorso alla popolazione
- 1968 viene in soccorso alle popolazioni che subirono il forte sisma nel Belice.
- 1980 viene in soccorso alle popolazioni che subirono il terremoto in Irpinia.
- 2001 interviene con reparti speciali nell'arginamento delle colate laviche sull'Etna (sono numerosi gli interventi per la calamità naturali in particolare sui vulcani Etna - Stromboli).
- 2009 la brigata è stata anche impegnata in più occasioni in Campania per la pulizia delle strade, in particolare nella città di Napoli e nei comuni limitrofi.
- 2009 viene in soccorso alle popolazioni della provincia di Messina colpite da una frana.
- 2010 la brigata è stata anche impiegata nel soccorso e nella vigilanza nei campi profughi a seguito del problema degli emigrati che sbarcano in Sicilia con le famose carrette del mare.
- 2011 viene in soccorso alle popolazioni della provincia di Messina colpite da un'alluvione.

## Operazioni in patria
- Operazione "Vespri Siciliani"
- Operazione "Domino"
- Operazione "Strade Sicure"
- 2009 la brigata è stata impiegata nella vigilanza dei campi profughi a seguito del problema degli emigrati che sbarcano in Sicilia con le famose carrette del mare.
- 2011 nel mese di febbraio gli viene assegnata i compiti di sorveglianza sui cantieri dell'autostrada A3 Sempre nello stesso anno impiega uomini nella vigilanza e sicurezza della popolazione di Lampedusa a seguito dell'emergenza emigrati accentuata dalla guerra in Libia contro il regime di Gheddafi.

## Operazioni all'estero
- Albania Alla fine degli anni novanta, nel quadro della Missione KFOR partecipa con uomini e mezzi alla missione NATO  Communication Zone West in Albania.
- Afghanistan Fornisce uomini e mezzi nella missione ISAF.
- Iraq nell'Operazione "Antica Babilonia" fornisce uomini e mezzi.
- Libano missione UNIFIL fornisce uomini e mezzi.
- Kosovo Il 15 marzo 2006 subentra alla Brigata alpina "Julia" al comando della missione nato in Kosovo il 23 ottobre 2006 lascia il comando della Missione.
- Kosovo Nel mese di ottobre 2007 la Brigata con i suoi Reparti torna al comando della missione in Kosovo dando il cambio alla Brigata "Granatieri di Sardegna", la missione di 6 mesi passa per il pericolo della indipendenza del Kosovo albanese nei confronti della Serbia.
- Kosovo Dal 6 maggio 2009 al 23 novembre 2009 la Brigata prende il comando della missione in Kosovo dando il cambio alla Brigata "Granatieri di Sardegna",
- Libano nel 2009 la brigata schiera il 6º rgt Aosta Cavalleria "Lancieri d'Aosta" insieme ad una cp del 6º rgt bersaglieri in Libano sotto comando della Brigata Corazzata Ariete
- Kosovo nel 2009 schiera il 62º Reggimento Fanteria "Sicilia" in Kosovo, sotto il comando della brigata granatieri.
- Libano Missione Leonte 10 (mandato ONU) Dall'8 maggio 2011 si schiera con tutti i suoi reperti in Libano, dando il cambio alla brigata di cavalleria Pozzuolo del Friuli, il 9 novembre 2011 lascia il comando della missione alla Brigata Meccanizzata Pinerolo
- Afghanistan Missione ISAF. Dal settembre 2013 si schiera in territorio Afgano subentrando alla Brigata alpina Julia. Il 17 febbraio 2014 lascia il Comando alla Brigata Sassari.
- Afghanistan Missione Operazione Sostegno Risoluto. Nel settembre 2015 subentra alla Brigata Alpina Julia al comando del TAAC-W.[3]. Il 25 maggio 2016, dopo un impegno di circa nove mesi, lascia il comando alla Brigata Pinerolo.
- Gibuti nel 2017 fornisce personale del 24º Reggimento Artiglieria.
- Libano nel 2019 ritorna il Libano per una missione di una durata di 6 mesi.
- Kosovo nel 2019 la Brigata schiera nei Balcani il 24° Reggimento Artiglieria.
- Gibuti nel 2019 fornisce personale del 24° Reggimento Artiglieria.
- Somalia 2019 schiera il 6° Reggimento Bersaglieri.

## Mezzi e armamenti a disposizione
Di seguito sono elencati i mezzi a disposizione della Brigata Meccanizzata:
- Motociclo da ricognizione Cagiva 350 W12
- Land Rover AR 90
- VM 90T
- Lancia ACL 90
- Iveco ACTL 4x4
- VTLM Lince
- VCC-1/2
- M106
- M113
- Puma 4x4
- Autoblindo 8x8 Centauro
- M577 - Veicolo Posto Comando
- M548 - Veicolo Trasporto Munizioni
- Carro Pioniere "PIONIERPANZER"
- Carro Gittaponte "BIBER"
- FD/175 - Apripista cingolato
- FL/175 - Caricatore cingolato
- JCB/426 - Caricatore ruotato
- FE/20 - Escavatore cingolato
- JCB 1CX/3CX - Terna ruotata
- Ponte Radio Digitale VHF di piccola capacità
- Stazione Radio SRT - 478
- Shelter tipo UEO 2 per Posti Comando
- Ponte Radio PR6/15
- Gruppo elettrogeno "COELMO"
- Veicolo Blindato Medio (VBM) Freccia
- FH-70 obice da traino

## Struttura attuale della Brigata

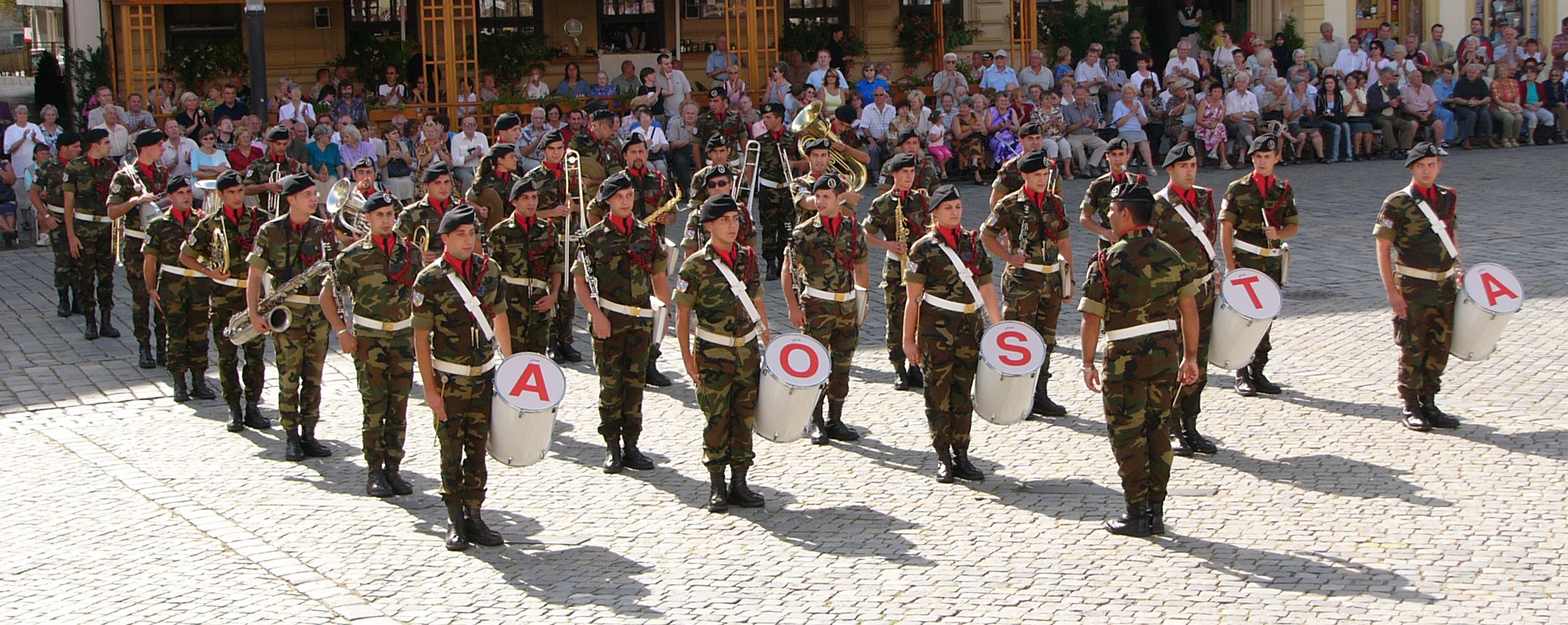
La banda della Brigata

| Brigata meccanizzata "Aosta"                      |         |
| Reparto                                           | Sede    |
| Reparto comando e supporti tattici "Aosta"        | Messina |
| Reggimento "Lancieri di Aosta" (6º)               | Palermo |
| 5º Reggimento fanteria "Aosta"                    | Messina |
| 62º Reggimento fanteria "Sicilia"                 | Catania |
| 6º Reggimento bersaglieri                         | Trapani |
| 24º Reggimento artiglieria terrestre "Peloritani" | Messina |
| 4º Reggimento genio guastatori                    | Palermo |
| Reggimento logistico "Aosta"                      | Palermo |

## Insegne
Descrizione dell'insegna: sfondo rosso con bordo giallo oro - nel mezzo si trova uno scudo nero con un leone rampante in colore argento e rosso. Lo scudetto della Brigata con l'attuale disegno è entrato in servizio alla finire degli anni settanta. In precedenza l'unità portava, sempre sullo scudo con fondo rosso bordato in giallo oro, l'Arco Romano di Augusto l'imponente monumento che si trova ai margini orientali della città di Aosta.

## Il motto
Il motto è in dialetto piemontese "Östa la veja" che significa: "Aosta la vecchia". La Brigata Aosta è una delle unità più antiche dell'Esercito Italiano: nasce nel 1690 come "Reggimento Fucilieri" di Sua Altezza Reale Vittorio Amedeo II, duca d'Aosta, infatti prende il nome di Aosta come simbolo del Ducato.

## Onorificenze dei reparti
5º rgt fanteria "aosta" (1915-1918)
 62º rgt fanteria "Sicilia" (1915-1918)
 6º rgt bersaglieri (1915-1918)
 5º fanteria "aosta" (24 giugno 1859)
5º fanteria "aosta" (Monte Valderoa, 24 - 28 ottobre 1918)
 6º bersaglieri (febbraio - settembre 1942)
 6º bersaglieri (17 dicembre 1942 - 20 febbraio 1943)
 6º rgt lanceri di aosta (Custoza, 24 giugno 1866)
 4º rgt genio guastatori (Decreto 28 aprile 2003)
62º fanteria "Sicilia" (Primolano il 21 e 22 luglio 1866 ed a Vigolo il 23 luglio 1866)
62º rgt fanteria "Sicilia" (Africa Settentrionale, ottobre - novembre 1929
 5º fanteria "aosta" (21 - 23 marzo 1849)
 6º rgt "lancieri d'aosta" (1849)
 4º rgt genio guastatori (agosto 1942 - febbraio 1943)
 6º rgt bersaglieri (Somalia 30 novembre 1993 - 24 febbraio 1994)
 5º rgt fanteria "Aosta" (fatti di Aspromonte, 29 agosto 1862)
 62º rgt fanteria "Sicilia" (giugno 1861, Castel Durazzano)
 62º rgt fanteria "Sicilia" (Passo Buole, 25 - 30 maggio 1916)
 6º bersaglieri (21 mag. 1859 22- 25 mag. 1859)
 6º bersaglieri (settembre 1862)
 6º lancieri di aosta (29 ottobre - 4 novembre 1918)
 6º lancieri di aosta (1936)
 6º lancieri di aosta (settembre 1936)
 6º bersaglieri (24 giu. 1866)
 6º bersaglieri (16-20 agosto 1917)
 6º lancieri di aosta (1976 terremoto del friuli)
 4º genio guastatori (terremoto Carnia-Friuli, 20 settembre 1876-30 aprile 1977)
 4º genio guastatori (terremoto Avellino e Potenza, 29 novembre 1980-16 febbraio 1981))
 6º lancieri di aosta (28 ottobre - 5 dicembre 1940)
 24º rgt artiglieria "Peloritani" (Korca, Epiro, Pogradec, Val Tomorezza, Erseke, ottobre 1940 - aprile 1941).